# Bahnstrecke Dresden-Klotzsche–Dresden Flughafen
| |                      |                                               |                                               |
| Streckennummer: | 6607; sä. KGr        |                                               |                                               |
| Kursbuchstrecke (DB): | 241.2                |                                               |                                               |
| Streckenlänge: | 4,12 km              |                                               |                                               |
| Spurweite: | 1435 mm (Normalspur) |                                               |                                               |
| Streckenklasse: | CM4                  |                                               |                                               |
| Stromsystem: | 15 kV 16,7 Hz ~      |                                               |                                               |
| Streckengeschwindigkeit: | 60 km/h              |                                               |                                               |
| |                      |                                               |                                               |
| \| \| \| von Dresden-Neustadt \| \| \| \| −0,77 \| Dresden-Klotzsche ⊙ \| Dresden-Klotzsche ⊙ \| \| \| 0,04 \| Dresden-Klotzsche Bbf \| Dresden-Klotzsche Bbf \| \| \| \| nach Görlitz und nach Straßgräbchen-Bernsdorf \| \| \| \| 1,10 \| Anst Luftkriegsschule (1936–1945) ⊙ \| Anst Luftkriegsschule (1936–1945) ⊙ \| \| \| 2,20 \| Dresden Grenzstraße ⊙ \| Dresden Grenzstraße ⊙ \| \| \| \| Anschluss Flugzeugwerft \| \| \| \| 2,80 \| Tunnel Flughafen (596 m) \| Tunnel Flughafen (596 m) \| \| \| 3,35 \| Dresden Flughafen ⊙ \| Dresden Flughafen ⊙ \| |                      |                                               |                                               |
| Strecke |                      | von Dresden-Neustadt                          | von Dresden-Neustadt                          |
| Bahnhof | −0,77                | Dresden-Klotzsche ⊙                           | Dresden-Klotzsche ⊙                           |
| Dienststation / Betriebs- oder Güterbahnhof | 0,04                 | Dresden-Klotzsche Bbf                         | Dresden-Klotzsche Bbf                         |
| Abzweig geradeaus und nach rechts |                      | nach Görlitz und nach Straßgräbchen-Bernsdorf | nach Görlitz und nach Straßgräbchen-Bernsdorf |
| Abzweig geradeaus und ehemals nach rechts | 1,10                 | Anst Luftkriegsschule (1936–1945) ⊙           | Anst Luftkriegsschule (1936–1945) ⊙           |
| Bahnhof | 2,20                 | Dresden Grenzstraße ⊙                         | Dresden Grenzstraße ⊙                         |
| Abzweig geradeaus und ehemals nach rechts |                      | Anschluss Flugzeugwerft                       | Anschluss Flugzeugwerft                       |
| Tunnelanfang | 2,80                 | Tunnel Flughafen (596 m)                      | Tunnel Flughafen (596 m)                      |
| Kopfbahnhof Streckenende (im Tunnel) | 3,35                 | Dresden Flughafen ⊙                           | Dresden Flughafen ⊙                           |

Die Bahnstrecke Dresden-Klotzsche–Dresden Flughafen ist eine eingleisige, elektrifizierte Hauptbahn in Sachsen. Sie verläuft vom Bahnhof Dresden-Klotzsche an der Bahnstrecke Görlitz–Dresden zum Flughafen Dresden und dient heute ausschließlich der Dresdner S-Bahn.

## Geschichte
Ihren Ursprung hat die heutige Bahnstrecke zum Dresdner Flughafen in der 1936 fertiggestellten Anschlussbahn zur damaligen Luftkriegsschule Klotzsche. Deren Bau war nach der Eröffnung des Flughafens Dresden im Juli 1935 begonnen worden. Zur Versorgung des Areals erbaute man ab 1934 eine über drei Kilometer lange Anschlussbahn, die ihren Endpunkt nahe dem heutigen Autobahndreieck Dresden-Nord hatte.
Mit dem Aufbau der Luftfahrtindustrie in Dresden ab 1955 wurde die vormalige Anschlussbahn zu einer richtigen Bahnstrecke ausgebaut. An der Grenzstraße entstand für den Berufsverkehr zur Flugzeugwerft ein Haltepunkt (in Betrieb ab 1. Oktober 1958). Ab 28. Mai 1967 konnten die dorthin zu den Schichtwechseln verkehrenden Werkspersonenzüge auch von der Öffentlichkeit genutzt werden.
1972 wurden erstmals Doppelstockwendezüge nach Dresden Grenzstraße eingesetzt, um den umfangreichen Berufsverkehr zu bewältigen. Teilweise verkehrten diese Züge im Durchlauf von und nach Pirna, aber auch nach Kurort Altenberg (Erzgeb).

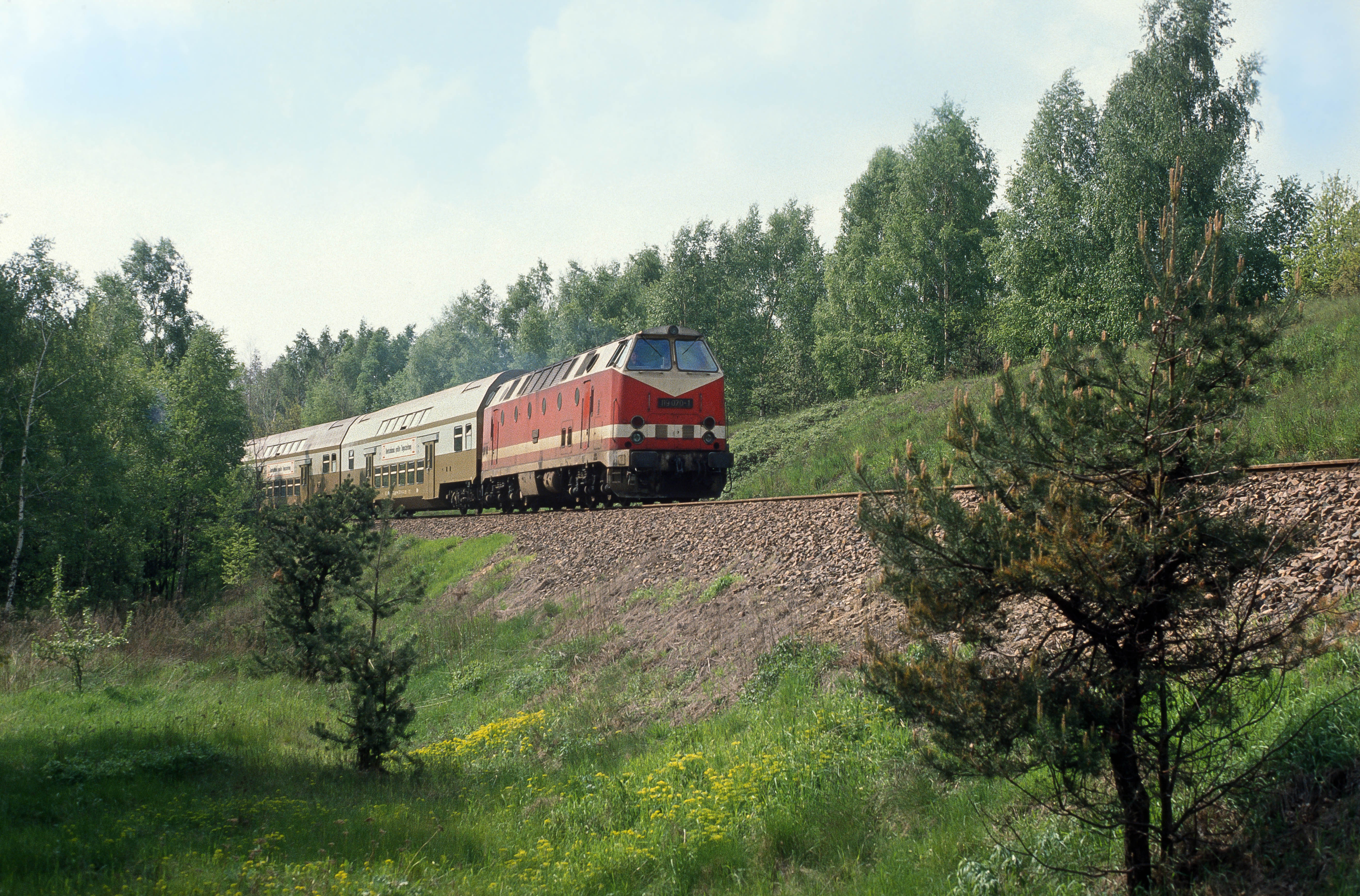
Reisezug östlich des Bahnhofes Dresden-Grenzstraße (1991)

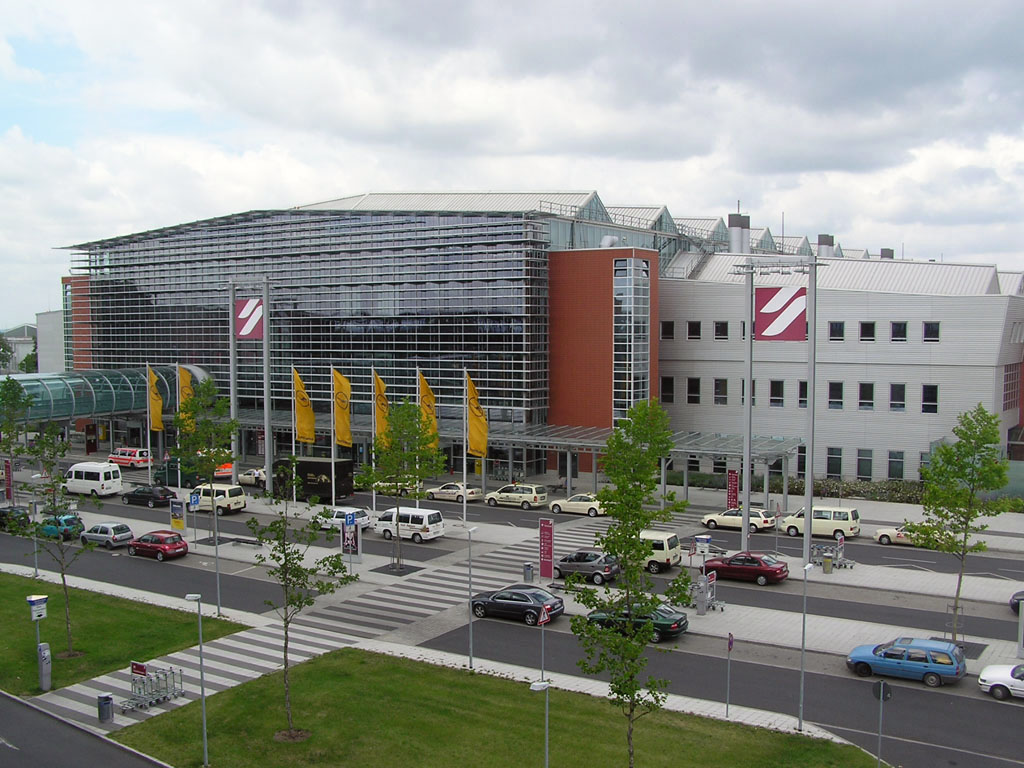
Terminal 1 des Flughafens vom Parkhaus gesehen. Der Bahnhof liegt unmittelbar vor dem Gebäude in Tieflage (2005)

Nach der politischen Wende 1990 verringerten sich die Reisendenzahlen im Berufsverkehr nach Grenzstraße auf ein Minimum. Gleichzeitig begann der Ausbau des Flughafens Dresden zu einem bedeutenden Regionalflughafen, was die Frage nach einer leistungsfähigen Verkehrsverbindung aufwarf. Im September 1997 begannen die Planungen zur Verlängerung der Bahnstrecke bis zum neuen Terminal, welches in einer ehemaligen Flugzeugmontagehalle nördlich des alten Terminals eingerichtet werden sollte. Die letzten Reisezüge auf der alten Bahnstrecke verkehrten am 22. Mai 1998.
Am 30. Juli 1998 begannen die Bauarbeiten zur Anbindung des Flughafens an das S-Bahn-Netz. Bereits im Sommer 1999 war der aus Betonfertigteilen errichtete Tunnel fertiggestellt. Am Bahnhof Dresden-Klotzsche wurde ein 200 m langes Überwerfungsbauwerk (für das Richtungsgleis Flughafen über die Bahnstrecke Görlitz–Dresden) sowie eine Ausfädelung mit zwei neuen (elektrifizierten) Gleisen für den Verkehr von und zum Flughafen errichtet. Die geplanten Gesamtkosten lagen bei 84,3 Millionen D-Mark und wurden durch den Freistaat Sachsen getragen. Am 25. März 2001 wurde die neue Strecke gleichzeitig mit der Neueröffnung des Terminals 1 des Flughafens in Betrieb genommen. Bis zur Fertigstellung des Leipziger City-Tunnels war der Flughafenbahnhof Dresden Flughafen der einzige unterirdisch liegende Bahnhof Sachsens.
Die Strecke ist seitdem mit der S-Bahn-Linie 2 in das Netz der S-Bahn Dresden eingebunden. Die Züge fahren im 30-Minuten-Takt in Richtung Dresden Hauptbahnhof und werktags weiter über Heidenau und Pirna. Seit 14. Dezember 2002 ist die Strecke elektrifiziert. Elektrische Züge verkehrten aber erst ab Fahrplanwechsel 12. Dezember 2004 regelmäßig.

## Ausbauoptionen
Mit dem seit Ende 1996 gültigen Flächennutzungsplan der Landeshauptstadt Dresden werden sowohl nördlich des Bahnhofs Dresden-Klotzsche als auch südwestlich des Flughafenbahnhofs Trassen für eine Verbindungskurve Klotzsche Bbf–Grenzstraße bzw. für eine Weiterführung dieser Bahnstrecke in Richtung Dresden Industriegelände Hp freigehalten. Würden diese Ideen umgesetzt, könnten beispielsweise die Verkehre von und nach Ostsachsen ohne Fahrtrichtungswechsel über den Flughafen in Richtung Bahnhof Neustadt geführt werden.
Ungeachtet dessen ist dem Flächennutzungsplan zufolge auch die Einrichtung eines zusätzlichen Haltepunkts auf der Bestandsstrecke in Höhe der Überführung über die Königsbrücker Landstraße als Option vorgesehen. Dies könnte die Umsteigebeziehungen zur Straßenbahn (Linie 7, Haltestelle Industriepark Klotzsche) und dem Stadt- und Regionalbusverkehr weiter verbessern.
Konkrete Pläne zur Umsetzung dieser Ideen sind jedoch nicht bekannt.

## Streckenbeschreibung

### Verlauf
Die Flughafen-S-Bahn verbindet das S-Bahn-Netz Dresdens ausgehend vom Bahnhof Dresden-Klotzsche mit dem Flughafen Dresden. Dabei überquert die Strecke zum Flughafenbahnhof die Strecke nach Görlitz mit einem Überwerfungsbauwerk. Die Strecke verläuft bis auf den Bahnhofsbereich Dresden Flughafen, der im Tunnel liegt, oberirdisch und in weiten Teilen auf einem Bahndamm. Der Kopfbahnhof Dresden Flughafen befindet sich direkt am Terminal 1 des Flughafens.

### Betriebsstellen
Dresden-Klotzsche

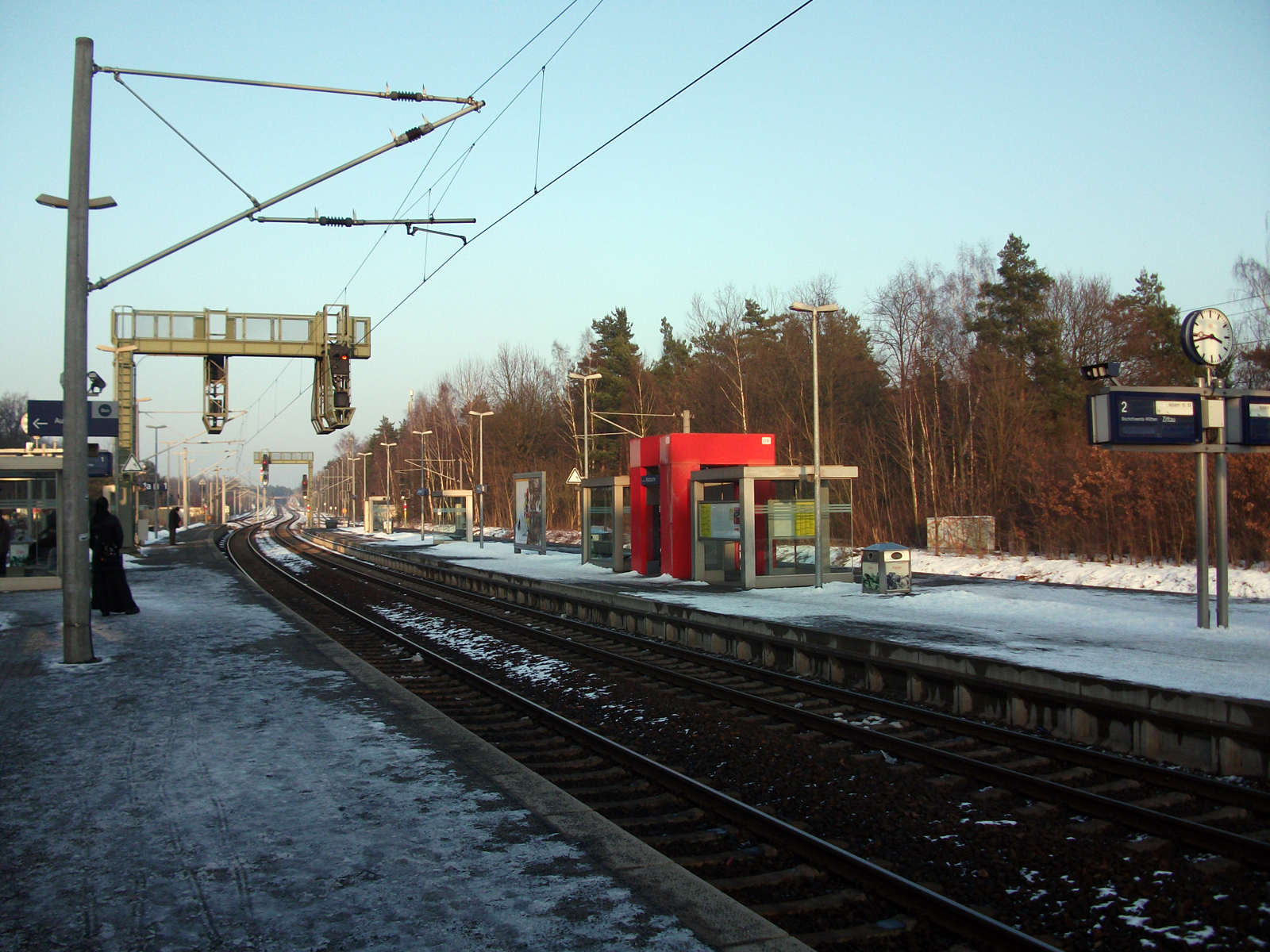
Bahnhof Dresden-Klotzsche (2011)

Der Bahnhof Dresden-Klotzsche geht auf einen Haltepunkt an der Bahnstrecke Görlitz–Dresden zurück, der 1873 mit dem Namen Klotzsche-Königswald eröffnet wurde. Mit der Eröffnung der Schmalspurbahn nach Königsbrück im Jahr 1884 wurde Klotzsche zum Eisenbahnknotenpunkt. Die Strecke wurde später auf Normalspur umgestellt.
Heute ist der Bahnhof Dresden-Klotzsche ein wichtiger Regionalbahnhof im Norden Dresdens. Günstige Umsteigebeziehungen bestehen insbesondere von den Regionalexpresszügen aus Richtung Görlitz und Zittau zur Dresdner S-Bahn-Linie 2 sowie zum städtischen Nahverkehr. Güterverkehrsanlagen bestehen nicht mehr.
Dresden-Klotzsche Bbf

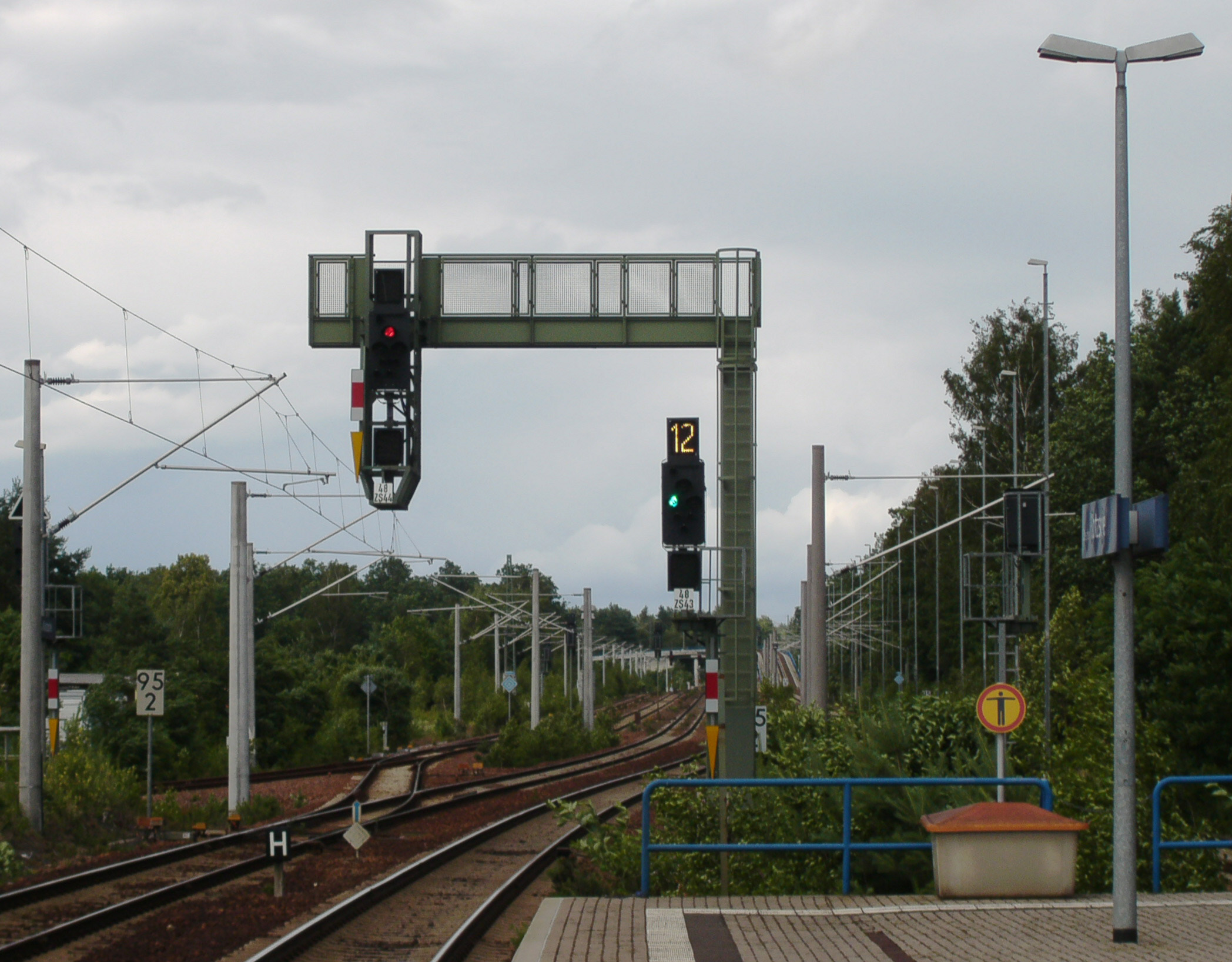
Zwischensignale im Bahnhof Dresden-Klotzsche, im Hintergrund der Betriebsbahnhof und das Überwerfungsbauwerk (2007)

Im Betriebsbahnhof Dresden-Klotzsche, Bahnhofsteil des Bahnhofes Dresden-Klotzsche, verzweigen sich die Bahnstrecken nach Görlitz, Straßgräbchen-Bernsdorf und Dresden Flughafen.
Dresden Grenzstraße

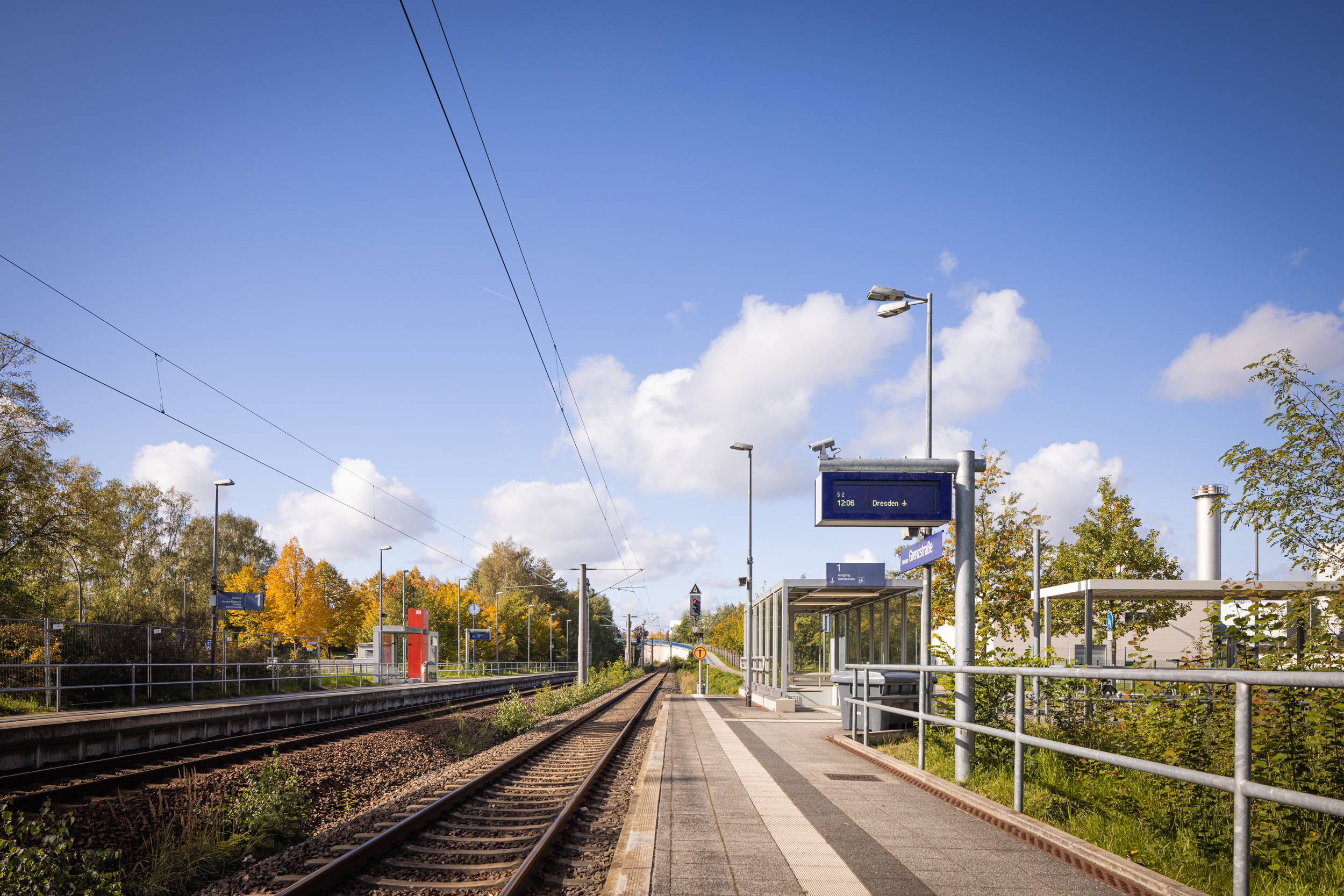
Bahnhof Dresden Grenzstraße (2022)

Der Bahnhof Dresden Grenzstraße dient vor allem der Abwicklung des Pendlerverkehrs, der durch die anliegenden Firmen entsteht. Der Bahnhof verfügte ehemals über einen überdachten Mittelbahnsteig, ein Stellwerk, einen Lokschuppen sowie eine Auftauhalle für Güterwagen. Heute besitzt er zwei Hauptgleise mit Außenbahnsteigen, die über einen Personentunnel miteinander verbunden sind, und ist Bahnhofsteil von Dresden Flughafen. Bei einer Sperrung des Bahnhofes Dresden Flughafen oder einem fahrzeugseitigen Fehlen von für die Befahrung des Flughafentunnels vorgeschriebenen Sicherheitseinrichtungen (Notbremsüberbrückung, Brandmeldeanlage) fungiert der Bahnhof als Endbahnhof für die S-Bahnen.
Dresden Flughafen

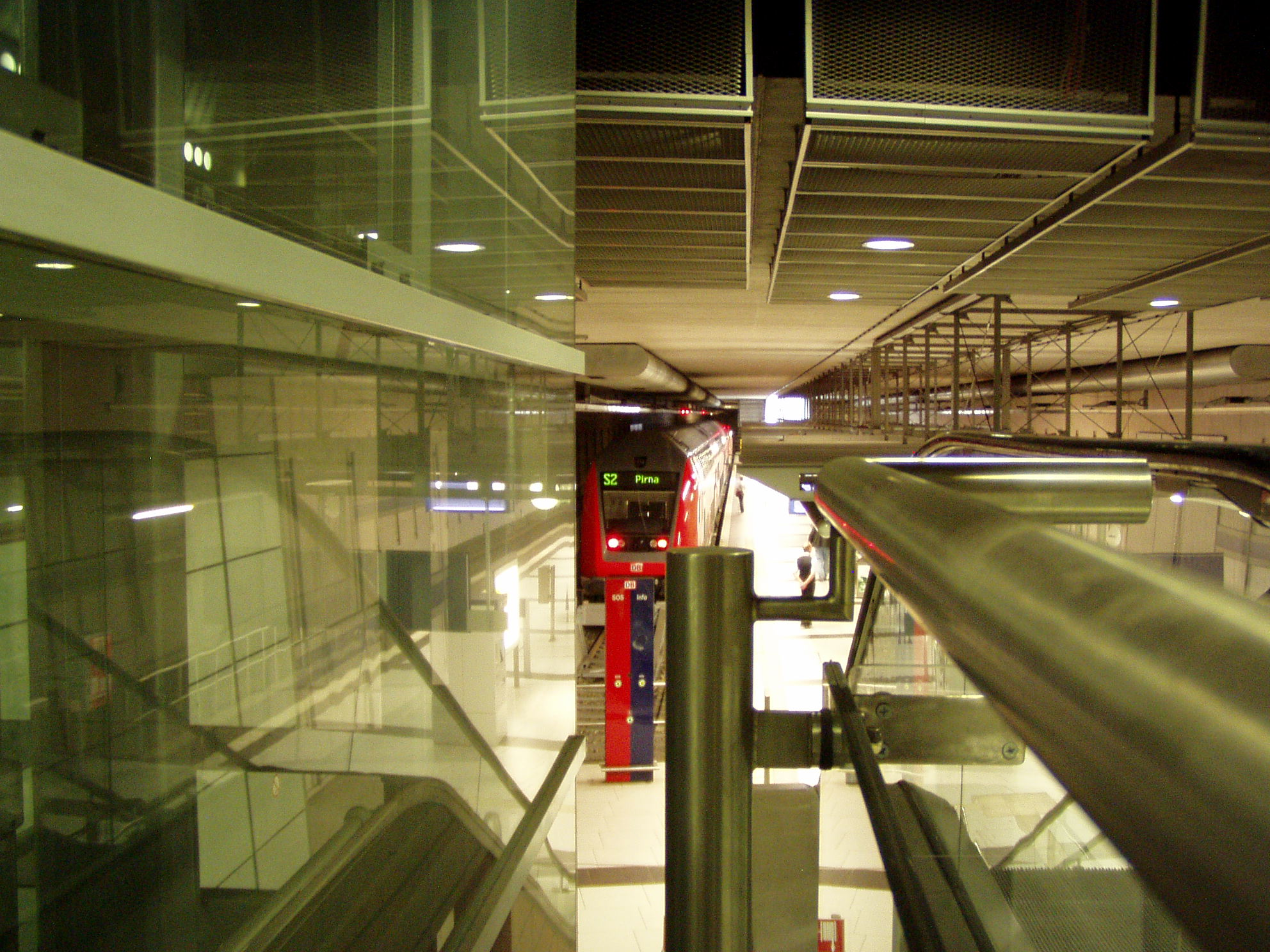
Bahnhof Dresden Flughafen (2008)

Der Bahnhof Dresden Flughafen war zur Bauzeit der achte Flughafenbahnhof in Deutschland sowie der erste Tiefbahnhof Sachsens. Er wurde am 25. März 2001 eröffnet.
Der Bahnhof liegt im zweiten Untergeschoss des Terminals (Ebene −2) und ist ausschließlich von diesem aus über zwei Fahrtreppen erreichbar. Er hat wie alle neugebauten Dresdner S-Bahn-Stationen einen Bahnsteig mit 140 Meter Nutzlänge, der sich in Mittellage zwischen den beiden stumpf endenden Gleisen befindet.

## Fahrzeugeinsatz

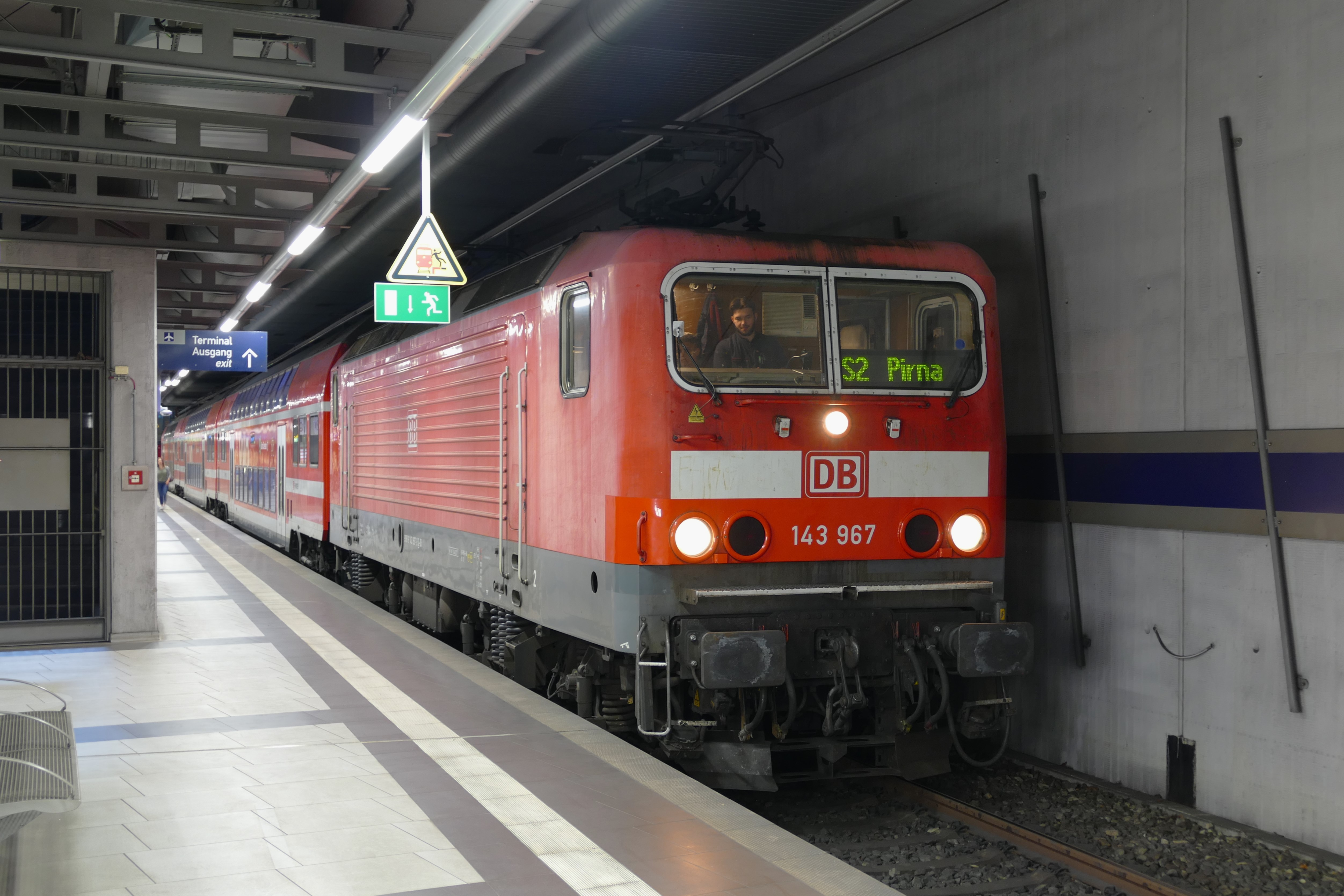
143 967 mit S-Bahn S 2 im Tunnelbahnhof (2023)

Von 2001 bis 2004 wurde zunächst sämtlicher Reiseverkehr mit niederflurigen Dieseltriebwagen der DB-Baureihe 642 abgewickelt. Seitdem  verkehren lokomotivbespannte Wendezüge mit Doppelstockwagen und einer elektrischen Lokomotive der DB-Baureihe 143. Für den Verkehr im Flughafentunnel sind nur Fahrzeuge mit Notbremsüberbrückung zugelassen. Die Lokomotiven der Baureihe 143 erhielten zusätzlich eine Brandmeldeanlage.